# Нове Село (Куликівська селищна громада)
Нове́ Село́ (пол. Nowe Sioło) — село у Львівському районі Львівської області, яке належить до Куликівської селищної громади.

## Історія
Село розташоване за 16 км на південний схід від Жовкви, 3 км від Куликова. На північ лежать Надичі і Гребінці, на північний схід Віднів, на схід Сулимів, на південь Стронятин і Кошелів, на південний захід Малий та Великий Дорошів, на захід Куликів.
Вздовж північного кордону села із заходу на схід пливе річка Куликівка, відмежовуючи село від Гребінців і забирає з правого берегу малий потік. Посередині території лежить сільська забудова над тим потоком і на південному березі малого ставка, цим потоком утвореного. В південно-східній частині території села підносяться узгір'я «Глинянець» 274 м і «На рудках» 279 м висотою.
У 1880 році у гміні було 566 жителів, 47 на території двору (з них 10 римо-католиків).
За часів Речі Посполитої село належало до королівської власності у львівській землі. Війтівство цього села належало до Львівського староства.

## Населення

### Мова
Розподіл населення за рідною мовою за даними перепису 2001 року:
| Мова       | Кількість | Відсоток |
| ---------- | --------- | -------- |
| українська | 549       | 99.82%   |
| російська  | 1         | 0.18%    |
| Усього     | 550       | 100%     |

## Релігія
У селі знаходиться дерев'яна церква Покрови Пр. Богородиці 1905.
Римо-католицька парафія була в Куликові, греко-католицька Куликівського деканату Перемишльської дієцезії — в селі. До парафії належав Кошелів. У селі була церква Покрови.

## Відомі мешканці

### Народились
- Максим (Германюк) (1911—1996) — церковний діяч, редемпторист, митрополит Вінніпезький Української Греко-Католицької Церкви.
- Ількевич Григорій Степанович (1803—1841) — український фольклорист, етнограф і педагог.
- Житовецький Володимир Юрійович (23.06.1981 - 10.10.2022) - солдат ЗСУ, помер у м. Одеса.
- Кость Костянтин Степанович (1984 - 30.08.2024) - солдат ЗСУ, загинув у районі с. Черкаське Порічне, Суджанського району, Курської області, рф.

## Мікротопоніми
1. Відомості про село:
а)Частини села, його кути, кінці, назви вулиць:
Другий Бік, Загай, Село, Валок;
б)Назви доріг, ґрунтових шляхів:
Гостинець, За Балюками, На Гребли;
в)Назви ферм, колгоспів:
На Колгоспі;
г)Назви клубів, будинків культури, шкіл, бібліотек:
На Школі, Клуб;
е)Назви кафе, базарів, готелів:
На Барі, Коло Магазину;
є)Найменування хуторів, дворів:
Шелюхів Двір;
2. Мікротопоніми, пов'язані з рельєфом місцевості
а)Назви гір, поодиноких гір, горбів, шпилів, площ:
На Горбі, Стадіон, Коло Церкви;
б)Церкви, каплиці, фігури, кладовища:
Коло Святого Яна, Могила, Коло Хреста, Церква Покрови Пресвятої Богородиці, Коло Каплички, Новий Цвинтар, Старий Цвинтар;
в)Назви спусків та виїздів:
Вибій;
г)Найменування схилів, урвищ, западин:
Панська Гора;
д)Назви орних полів,частин колгоспних чи фермерських земельних угідь, лугів, луків, болотистих місцевостей, пасовищ, вигонів, сіножатей, непридатних земель:
На Дацковім, Нива, Зарудді, Підберезно, Задні, Пай, За Стежкою, Глинянець, Коло Василика, На Сорочинім, На Фазенді, Воробцеве, Вужикове, За Пашковским, Просточверті, На Возері, На Віднові, Під Куликувом, Павліцкове, Пасовиско, Гєто, Довге, Біля Ставу, На Жидівці;
е)Назви поодиноких каменів, печер:
Каменюка;
3. Мікротопоніми, пов'язані з водними об'єктами
а)Назви рік, джерел, озер, криниць:
Гребінецька Ріка, Кірнички, Став, Валківське Озеро, Гранатове Озеро, Криниця;
б)Найменування сухих річок, старих русел:
Рів;
в)Найменування мостів, кладок, гребель:
Гребінецький Міст, На Мості, Мулярева Кладка, Гребля;
4. Мікротопоніми, пов'язані з місцевою рослинністю
а)Назви лісів та їх частин, чагарників, садів, парків, окремих дерев, галявин, просік:
Ковалів Сад, Дика Грушка, Під Березами, Біля Молочарні, За Зоською, Коло ГРП